# Кемал Мешић
Кемал Мешић (Рогатица, СФРЈ, 4. август 1985) је босанскохерцеговачки атлетичар, чија је специјалност бацање кугле, а повремено и баца диск.
Љубав према атлетици родила се још у детињству па је као седмогодишњак показивао одређене склоности, а у стварању каријере помогао му је отац и тренер Фуад Мешић. Иако му је матични клуб АК Сарајево, Мешић се прославио као члан атлетског тима Универезитета Флорида (САД), где тренутно живи и студира. Најуспешнија година у каријери Кемала Мешића била је 2012. Те године је представљао своју земљу на Олимпијским играма у Лондону захваљујући оствареној А норми са резултатом 20,71 м.
На такмичењима у САД освојио је златну медаљу на Међународном дворанском атлетском митингу у Бирмингему. Исти успех поновио је и на Међународном дворанском атлетском митингу Колеџ Стејшн (САД), те Првенству универзитета југоисточне Америке у Лексингтону.
На Међународном дворанском атлетском митингу у Албукеркију (САД) окитио се сребром, а без медаље није остао ни на Свеамеричком универзитетском дворанском првенству у Нампи (САД). Наступио је и на Међународном атлетском митингу у Тусону, где је био сребрни. Учешће на Љетним олимпијским играма у Лондону, завршио је на 24. месту од 42 учесника, а годину је завршио као 18. на светској ранг листи бацача кугле. Иако му је кугла главна дисциплина, Мешић наступа и у бацању диска, где му је најбољи лични резултат 58,02 метра.
Кемал Мешић је висок 2 метра, а тежак 120 кг.

## Значајнији резултати
| Година              | Такмичење                    | Локација                     | Место               | Детаљи                                                                 |                     |
| Босна и Херцеговина | Босна и Херцеговина          | Босна и Херцеговина          | Босна и Херцеговина | Босна и Херцеговина                                                    | Босна и Херцеговина |
| ------------------- | ---------------------------- | ---------------------------- | ------------------- | ---------------------------------------------------------------------- | ------------------- |
| 2009                | Медитеранске игре            | Пескара, Италија             | 9                   | 17,96 м                                                                |                     |
| 2009                | Универзијада                 | Београд, Србија              | 9                   | 18,37 м                                                                |                     |
| 2011                | Универзијада                 | Шенџен, Кина                 | 10                  | 18,66 м                                                                |                     |
| 2012                | Олимпијске игре              | Лондон, Уједињено Краљевство | 24                  | 19,60 м                                                                |                     |
| 2013                | Европско првенство у дворани | Гетеборг, Шведска            | 9                   | 19,71 м                                                                |                     |
| 2013                | Медитеранске игре            | Мерсин, Турска               | 4                   | 19,60 м                                                                |                     |
| 2013                | Светско првенство            | Москва, Русија               | 22                  | 18,98 м                                                                |                     |
| 2014                | Светско првенство у дворани  | Сопот, Пољска                |                     | Светско првенство у атлетици у дворани 2014 — бацање кугле за мушкарце |                     |